# أكلبترة رقيقة المفاصل
أكلبترة رقيقة المفاصل (الاسم العلمي: Acalyptris tenuijuxtus) هي نوع من الحشرات تتبع جنس الأكلبترة من فصيلة السليلات.